# I'm Just Ken
I'm Just Ken est une chanson interprétée par l'acteur canadien Ryan Gosling pour le film Barbie. Écrite et produite par Mark Ronson et Andrew Wyatt, elle a été publiée sur la bande originale Barbie: The Album.
En date du 27 décembre 2023, la chanson a été écoutée plus de 97 millions de fois sur Spotify et vue plus de 12 millions de fois sur YouTube[réf. nécessaire].

## Production
I'm Just Ken est une des premières chansons à avoir été écrites pour Barbie: The Album. Le producteur Mark Ronson était inspiré pour l'écriture de cette ballade après qu'il a lu le script de Barbie et sympathisé avec le personnage de Ken.

« J'ai tout de suite eu l'idée de ces paroles : "I'm just Ken / Anywhere else I'd be a 10." Ça me semblait drôle. C'était un peu émo, comme ce pauvre gars. Il est incroyablement sexy, mais n'est même pas capable de lire l'heure. »

— Mark Ronson, à propos de l'écriture d'"I'm Just Ken"
Bien qu'il ne pensait pas que I'm Just Ken serait intégrée au film, Mark Ronson en a enregistré une démo avant de l'envoyer à la réalisatrice Greta Gerwig. Elle a cependant adoré la chanson et l'a faite écouter à Ryan Gosling, qui incarne Ken. Gosling a déclaré que la musique l'avait « profondément touchée » et a même demandé s'il pouvait l'interpréter dans le film. Gerwig a accepté et a donc dû réécrire une des scènes clef du film pour l'adapter à cet ajout,.
Andrew Wyatt, collègue de Mark Ronson et coproducteur de la bande originale, a écrit le reste de la chanson avant que ce dernier n'aille à Londres enregistrer les voix avec Ryan Gosling,. Dans une entrevue avec Vulture, Ronson a déclaré : « En studio avec Ryan, c'est vraiment sa performance qui a élevé l'ensemble. Toutes ces lignes qui semblaient un peu "jetables" ont soudain pris beaucoup plus d'importance ». Gosling n'a eu besoin que de trois heures pour enregistrer le morceau.
Après que Gosling a enregistré sa voix, Mark Ronson a envoyé le morceau à Slash, le guitariste de Guns N' Roses. Celui-ci l'a trouvé « cool » et a accepté de jouer de la guitare pour la chanson. Le guitariste Wolfgang Van Halen, ainsi que le batteur des Foo Fighters, Josh Freese, ont également donné de leur ken-ergie pour le morceau,.

## Publication
Le 10 juillet 2023, peu avant la sortie de Barbie aux États-Unis d'Amérique, Warner Bros. a publié des extraits du clip de I'm Just Ken, dévoilant la performance et Ryan Gosling et de ses muscles.
I'm Just Ken est décrite comme une « power ballad des années 80 ». Une référence à la chanson est souvent présente dans les affiches promotionnelles du film. Il y est souvent mentionné « Elle peut tout faire. Lui, c'est juste Ken ».

## Personnes impliquées
Tous les crédits sont issus des notes de l'album.
- Mark Ronson – auteur, producteur, basse, synthé
- Andrew Wyatt – auteur, producteur, synthé, voix de fond, arrangements
- Picard Brothers – production supplémentaire
- Slash – guitare solo et guitare rythmique
- Wolfgang Van Halen – guitare rythmique
- Josh Freese – percussions
- Mike Richiuti – piano
- Roger Manning – synthés
- Brandon Bost – programmation, ingénierie
- Geoff Foster – enregistrement des chœurs masculins
- Peter Cobbin – scoring engineer, enregistrement des chœurs féminins
- Kirsty Whalley – scoring engineer, enregistrement des chœurs féminins
- Daniel Hayden – enregistrement avec Pro Tools
- Alex Venguer – enregistrement d'orchestre, ingénierie pour l'enregistrement piano
- Matt Dunkley – arrangement d'orchestre
- Ben Parry – chef de chœur
- Ricky Damian – ingénierie
- Jake Ferguson – assistant d'ingénierie
- Mike Clink – enregistrement Slash
- Tom Elmhirst – mixage
- Adam Hong – ingénierie de mixage
- Abbey Road Studios Orchestra – orchestre

## Réception

### Distinctions
| Prix                                    | Année | Catégorie                                                              | Résultat   | Ref.   |
| --------------------------------------- | ----- | ---------------------------------------------------------------------- | ---------- | ------ |
| Hollywood Music in Media Awards         | 2023  | Meilleure chanson originale dans un long métrage                       | Nomination | [ 13 ] |
| Hollywood Music in Media Awards         | 2023  | Meilleure performance à l'écran dans un long métrage                   | Nomination | [ 13 ] |
| Astra Film Awards                       | 2024  | Meilleure chanson originale                                            | En attente | [ 14 ] |
| Golden Globe Awards                     | 2024  | Meilleure chanson originale                                            | En attente | [ 15 ] |
| Critics' Choice Movie Awards            | 2024  | Meilleure chanson originale                                            | Lauréat    | [ 16 ] |
| Satellite Awards                        | 2024  | Meilleure chanson originale                                            | En attente | [ 17 ] |
| Grammy Awards                           | 2024  | Meilleure chanson écrite pour un medium visuel                         | En attente | [ 18 ] |
| Society of Composers & Lyricists Awards | 2024  | Chanson originale remarquable pour une comédie ou une comédie musicale | En attente | [ 19 ] |
| Oscars                                  | 2024  | Meilleure chanson originale                                            | En attente | [ 20 ] |

### Classements
| Chart (2023)                                           | Meilleure position |
| ------------------------------------------------------ | ------------------ |
| Allemagne (GfK Entertainment charts)                   | 67                 |
| Australie (ARIA)                                       | 66                 |
| Autriche (Ö3 Austria Top 40)                           | 25                 |
| Canada (Canadian Hot 100)                              | 48                 |
| États-Unis (Billboard Hot 100)                         | 87                 |
| États-Unis (Hot Rock & Alternative Songs) (Billboard), | 5                  |
| Irlande (Irish Singles Chart)                          | 10                 |
| Nouvelle-Zélande (Recorded Music NZ)                   | 25                 |
| Pays-Bas (Single Top 100)                              | 98                 |
| République tchèque (Singles Digitál Top 100)           | 13                 |
| Slovaquie (Singles Digitál Top 100)                    | 55                 |
| Suède (Sverigetopplistan)                              | 2                  |
| Suisse (Schweizer Hitparade)                           | 60                 |
| Royaume-Uni (UK Singles)                               | 13                 |
| Global 200 (Billboard)                                 | 70                 |

| Classement (2023)                                     | Position |
| ----------------------------------------------------- | -------- |
| États-Unis (Hot Rock & Alternative Songs) (Billboard) | 69       |

## Autres versions

### Ken the EP
Albums de Ryan Gosling et Mark Ronson
Barbie (score)
(2023)
Le 20 décembre 2023, Ryan Gosling et Mark Ronson ont publié un EP, contenant trois nouvelles versions de I'm Just Ken. Une vidéo a été tournée pour la version de Noël, nommée Merry Kristmas Barbie, où on voit Gosling, Ronson et Wyatt dans un studio,. La version de Noël a été enregistrée et publiée en moins d'une semaine.
| Ken the EP track listing | Ken the EP track listing                  | Ken the EP track listing | Ken the EP track listing | Ken the EP track listing | Ken the EP track listing | Ken the EP track listing | Ken the EP track listing | Ken the EP track listing | Ken the EP track listing |
| No                       | Titre                                     | Durée                    |                          |                          |                          |                          |                          |                          |                          |
| ------------------------ | ----------------------------------------- | ------------------------ | ------------------------ | ------------------------ | ------------------------ | ------------------------ | ------------------------ | ------------------------ | ------------------------ |
| 1.                       | I'm Just Ken (Merry Kristmas Barbie)      | 3:16                     |                          |                          |                          |                          |                          |                          |                          |
| 2.                       | I'm Just Ken (In My Feelings Acoustic)    | 3:59                     |                          |                          |                          |                          |                          |                          |                          |
| 3.                       | I'm Just Ken (Purple Disco Machine remix) | 2:55                     |                          |                          |                          |                          |                          |                          |                          |
| 4.                       | I'm Just Ken                              | 3:42                     |                          |                          |                          |                          |                          |                          |                          |
| 13:54                    |                                           |                          |                          |                          |                          |                          |                          |                          |                          |

### Parodies
Au cours de l'épisode du Saturday Night Live du 14 octobre 2023, Pete Davidson a parodié la chanson sous le titre I'm Just Pete pour se moquer de sa vie personnelle,.